# Filipe de Saxe-Coburgo-Koháry
Fernando Filipe de Saxe-Coburgo-Koháry (em alemão: Ferdinand Philipp Maria August Rafael von Sachsen-Coburg-Koháry; Paris, 28 de março de 1844 — Coburgo, 3 de julho de 1921), foi um príncipe alemão de Saxe-Coburgo-Gota e Príncipe de Koháry de Csabrag e Szitnya, membro da Câmara Alta da Hungria, escritor e numismata de renome.
Passou sua infância entre França, Bélgica, Alemanha e Áustria-Hungria. Depois de ser considerado um possível candidato a príncipe herdeiro do Reino da Grécia, Filipe (como era chamado em família) foi estudar na Alemanha e ingressou, em 1864, no exército austro-húngaro. Em 1872 realizou com seu irmão, Luís Augusto, uma viagem pelo mundo, onde adquiriu diversos objetos para suas coleções.
Assim que retornou Europa, em 1875, casou-se com sua prima, a princesa Luísa Maria da Bélgica. Entretanto, o casamento foi um fracasso e a princesa tentava compensar sua infelicidade esbanjando a fortuna do marido e mantendo casos extraconjugais. Em 1906, após um escândalo que levou Luísa a ficar internada por seis anos num hospital psiquiátrico, o casal divorciou-se.
Com a morte de seu pai, em 1881, Filipe tornou-se chefe da Casa de Koháry e herdou a terceira maior fortuna da Áustria-Hungria. Figura importante na alta sociedade vienense, foi um ávido colecionador e publicou diversos artigos sobre numismática. No entanto, a Primeira Guerra Mundial o arruinou e ele terminou por exilar-se em Coburgo, na Alemanha.

## Biografia

### Família e primeiros anos

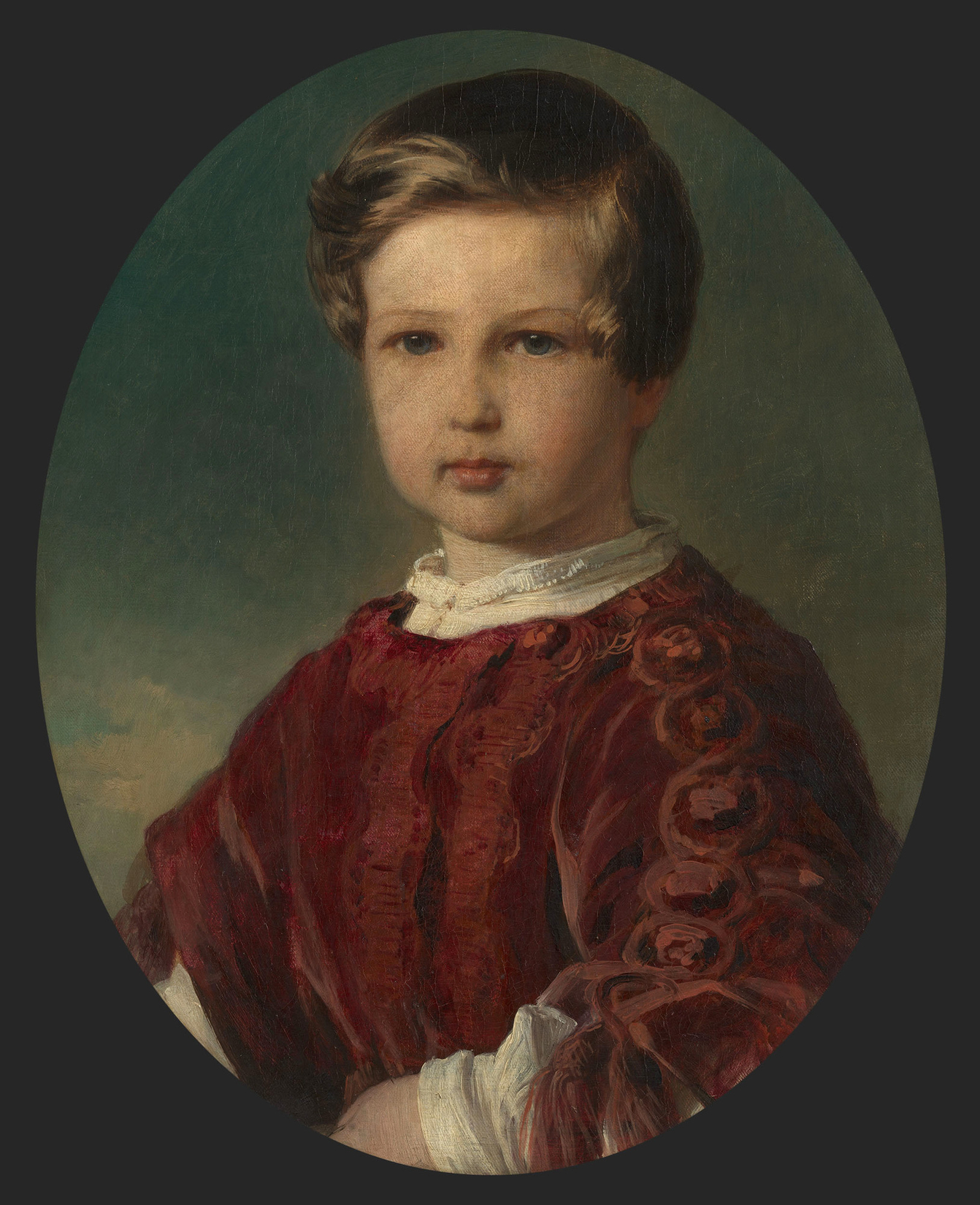
O príncipe Filipe ainda criança em 1848.

Filipe era o filho mais velho do príncipe Augusto de Saxe-Coburgo-Gota, duque de Saxe, e da princesa Clementina de Orléans. Seus avós paternos foram o príncipe Fernando de Saxe-Coburgo-Gota e a princesa Maria Antônia de Koháry e seus avós maternos foram o rei Luís Filipe I de França e a rainha Maria Amélia de Nápoles e Sicília. Irmão mais velho do czar Fernando I da Bulgária, o príncipe tinha entre seus familiares vários soberanos europeus, como a rainha Vitória do Reino Unido e seu marido, o príncipe Alberto de Saxe-Coburgo-Gota, e os reis Leopoldo I da Bélgica e Fernando II de Portugal.
Desejosa de que seus filhos nascessem em território francês, Clementina de Orléans deu à luz Filipe no Palácio das Tulherias, em Paris. Desde muito jovem, excursionou pela Europa com sua família e passou a infância entre França, Bélgica, o Ducado de Coburgo e as propriedades de sua família paterna na Áustria-Hungria.
Mesmo sob os cuidados de uma enfermeira, Filipe foi criado pessoalmente por seus pais, que eram bastante amorosos com todos seus filhos. Seu pai o iniciou na arte da caça, uma das grandes paixões do príncipe na idade adulta.
A educação de Filipe ficou a cargo de tutores, mas o progresso em seu aprendizado era supervisionado por professores da Escola de Schatten, em Viena.  Como primogênito, seu destino era ingressar no exército e suceder seu pai como chefe das propriedades da Casa de Koháry, mas seus pais não estavam ansiosos por vê-lo abraçar a carreira militar. Quando Filipe tinha quinze anos, seu tio, Ernesto II de Saxe-Coburgo-Gota, propôs nomeá-lo tenente de um regimento em Coburgo - proposta recusada por Augusto e Clementina, em virtude da pouca idade do príncipe. Pouco tempo depois, ele concluiu seus estudos e partiu para uma viagem pelos alpes austríacos com seu irmão Luís Augusto e seu tutor.

### O trono da Grécia
Em 1863, Filipe instalou-se em Bonn para estudar Direito por um ano. Nesta época, o duque Ernesto II foi cogitado como possível substituto ao destronado rei Oto I da Grécia. As negociações, com o apoio de Leopoldo I da Bélgica, duraram várias semanas e, como Ernesto não tinha filhos, pensou-se em Filipe ou em Luís Augusto como seus herdeiros presuntivos. Entretanto, Augusto e Clementina recusam-se a permitir que um de seus filhos abandone a fé católica para converter-se à Igreja Ortodoxa Grega. A série de exigências feitas por Ernesto II levaram-no a perder o apoio que já havia recebido de ouros monarcas europeus e o príncipe Guilherme da Dinamarca acabou sendo eleito rei da Grécia, como Jorge I.

### Formação militar
Após seu retorno de Bonn, Filipe estudou durante seis meses o Direito austríaco e regulamentos militares, em Viena. A partir de então, assumiu o posto de oficial da cavalaria imperial em Raab. Durante a Guerra Austro-prussiana de 1866, Filipe combateu pelo exército austríaco na Morávia, retirando-se apenas para acompanhar seu cunhado, o arquiduque José Carlos, palatino da Hungria, quando este foi ferido em uma batalha. Filipe saiu ileso do conflito, mas os termos impostos durante as negociações de paz afetou toda sua família.
Em maio de 1869, Filipe deixou o seu regimento de cavalaria para juntar-se aos hussardos húngaros. Poucos meses depois, o príncipe caiu gravemente doente pelo tifo, mas conseguiu recuperar-se e retomou suas funções militares.

### Volta ao mundo
Em julho de 1872, Filipe iniciou uma volta ao mundo com seu irmão Luís Augusto, viajando para a Índia e pelas ilhas do Havaí. A viagem durou nove meses e o príncipe retornou com grande quantidade de artigos para suas coleções. Suas impressões de viagem foram publicadas alguns anos depois.

### A procura por uma esposa

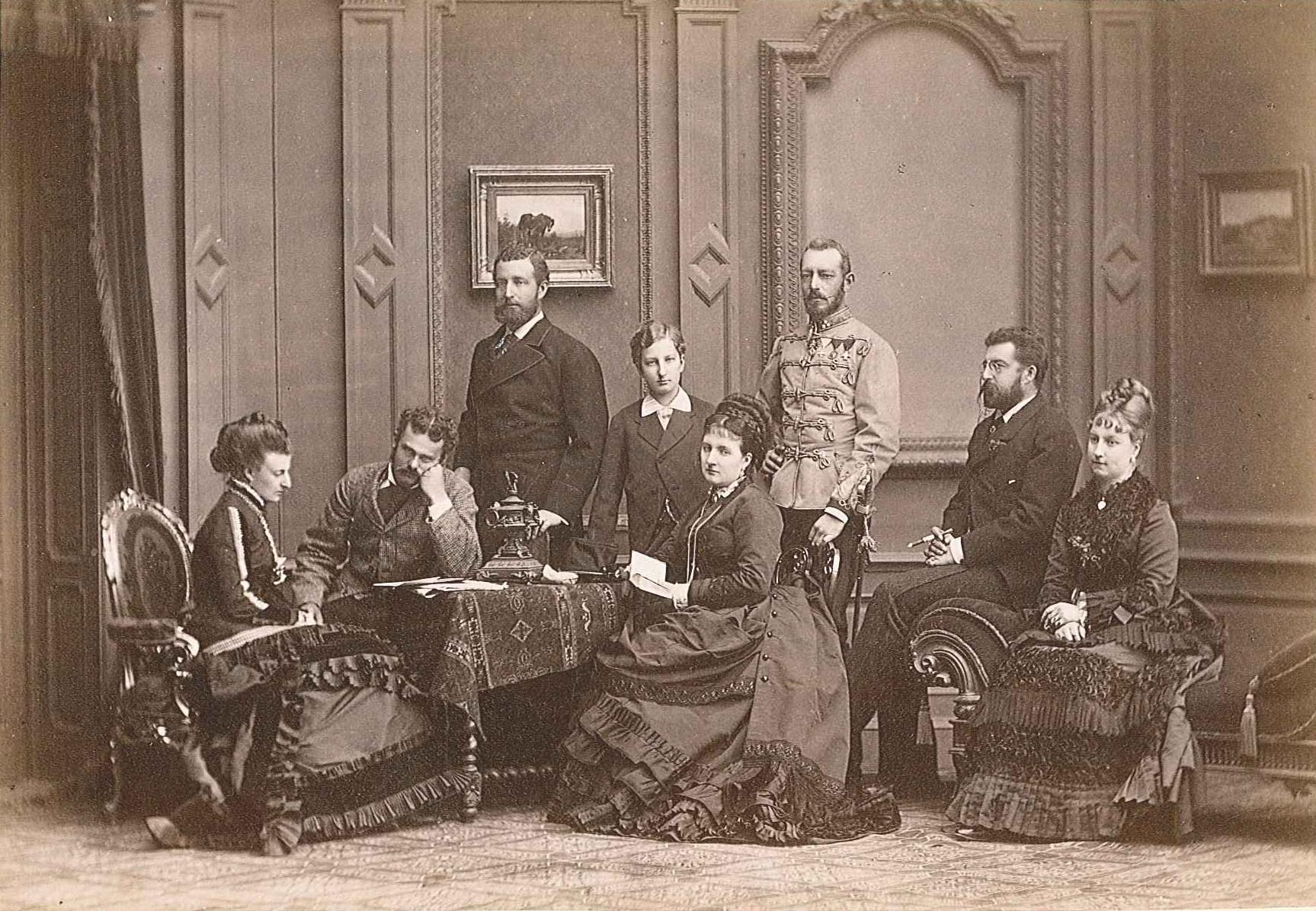
Os Saxe-Coburgo-Koháry em 1875. Da esquerda para a direita: Amália de Saxe-Coburgo-Gota e seu marido, Maximiliano Emanuel da Baviera; Luís Augusto de Saxe-Coburgo-Gota (viúvo da princesa Leopoldina do Brasil), o futuro czar Fernando I da Bulgária, Clotilde de Saxe-Coburgo-Gota e seu marido, José Carlos da Áustria; Filipe e sua esposa, Luísa Maria da Bélgica.

Retornando à Europa, Filipe iniciou a procura por uma pretendente. Em 1870 ele já havia visitado Roma, a fim de conhecer uma princesa italiana mas, a pouca idade da pretensa noiva o fez abandonar o projeto de casamento. Dois anos depois, Filipe e sua família voltaram-se para a côrte belga, na expectativa de que Leopoldo II consentisse em dar sua filha Luísa em casamento. No entanto, a resposta do soberano foi evasiva, pois ele pretendia conseguir uma união mais vantajosa para a filha mais velha - talvez até mesmo o herdeiro de um trono estrangeiro.
Em pouco tempo, no entanto, os planos de Leopoldo II mudaram radicalmente. Temendo que Napoleão Eugênio (filho e herdeiro de Napoleão III de França) ou um príncipe da Casa de Hohenzollern pedissem a mão de Luísa - cuja recusa poderia soar ofensivo e a aceitação, no caso do príncipe francês, poderia gerar problemas com a recém instaurada Terceira República Francesa -, o rei apressou-se em aceitar a proposta dos Saxe-Coburgo-Koháry. O noivado de Filipe com sua prima belga foi acertado em Bruxelas, em 25 de março de 1874.
O casamento estava previsto para fevereiro 1875, mas as duas famílias ainda não haviam chegado a um acordo sobre as questões do dote e dos direitos da princesa em caso de viuvez. Leopoldo II procurava manter o máximo da fortuna real na Bélgica e estabeleceu uma série de exigências que assegurassem isso. Dinheiro não era um problema para o herdeiro da fortuna Koháry; por isso, Filipe aceitou todos os pontos do contrato matrimonial.

### Casamento desastroso

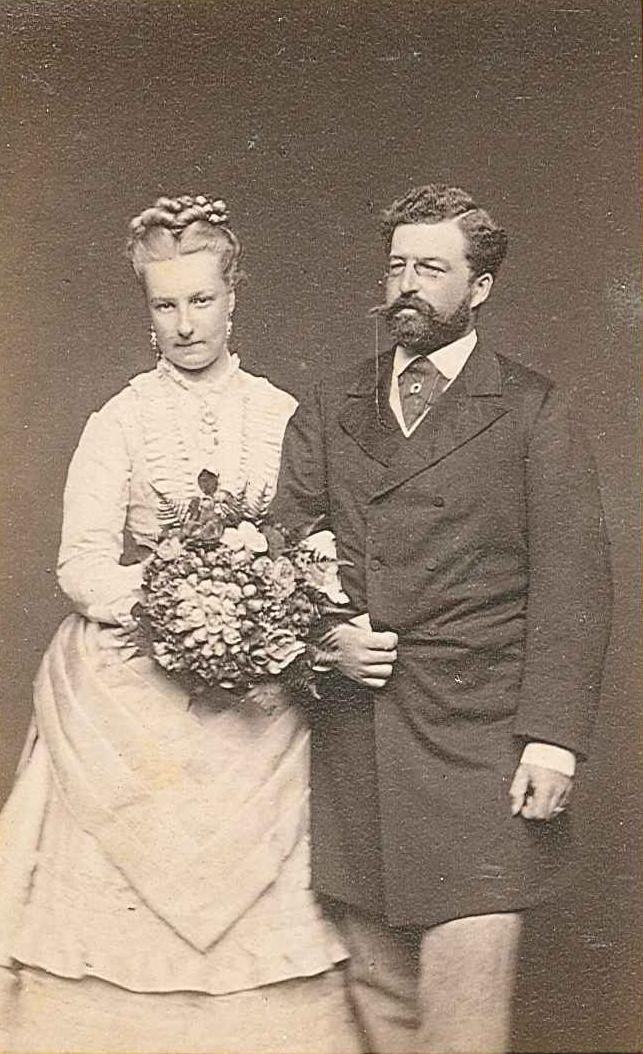
Filipe e Luísa da Bélgica.

A cerimônia de casamento de Filipe e Luísa foi celebrada em Bruxelas, em 4 de fevereiro de 1875. Entre os convidados estavam o Príncipe de Gales (futuro Eduardo VII do Reino Unido), o príncipe herdeiro da Alemanha (futuro Frederico III), o duque de Aumale e o conde de Paris. A cerimônia e a festa transcorreram perfeitamente, mas a noite de núpcias foi um fiasco. Luísa, enojada com o ato sexual, fugiu em lágrimas da câmara nupcial e foi ter com sua mãe, que conversou longamente com a filha até que ela concordasse em voltar para junto do marido.
Poucos dias depois, o jovem casal deixou a Bélgica e iniciou uma longa viagem através da Alemanha, até chegar a Viena. Na capital austríaca, Luísa ficou consternada ao conhecer sua nova casa: habituada ao luxo e ao conforto do Palácio Real de Bruxelas, ela fica chocada com as antiquadas instalações do Palácio Coburgo. Na verdade, desde o início, a união de Filipe e Luísa mostrou-se desastrosa. O casal passava a maior parte do tempo brigando por ninharias e a princesa evitava ao máximo cumprir com os deveres conjugais.

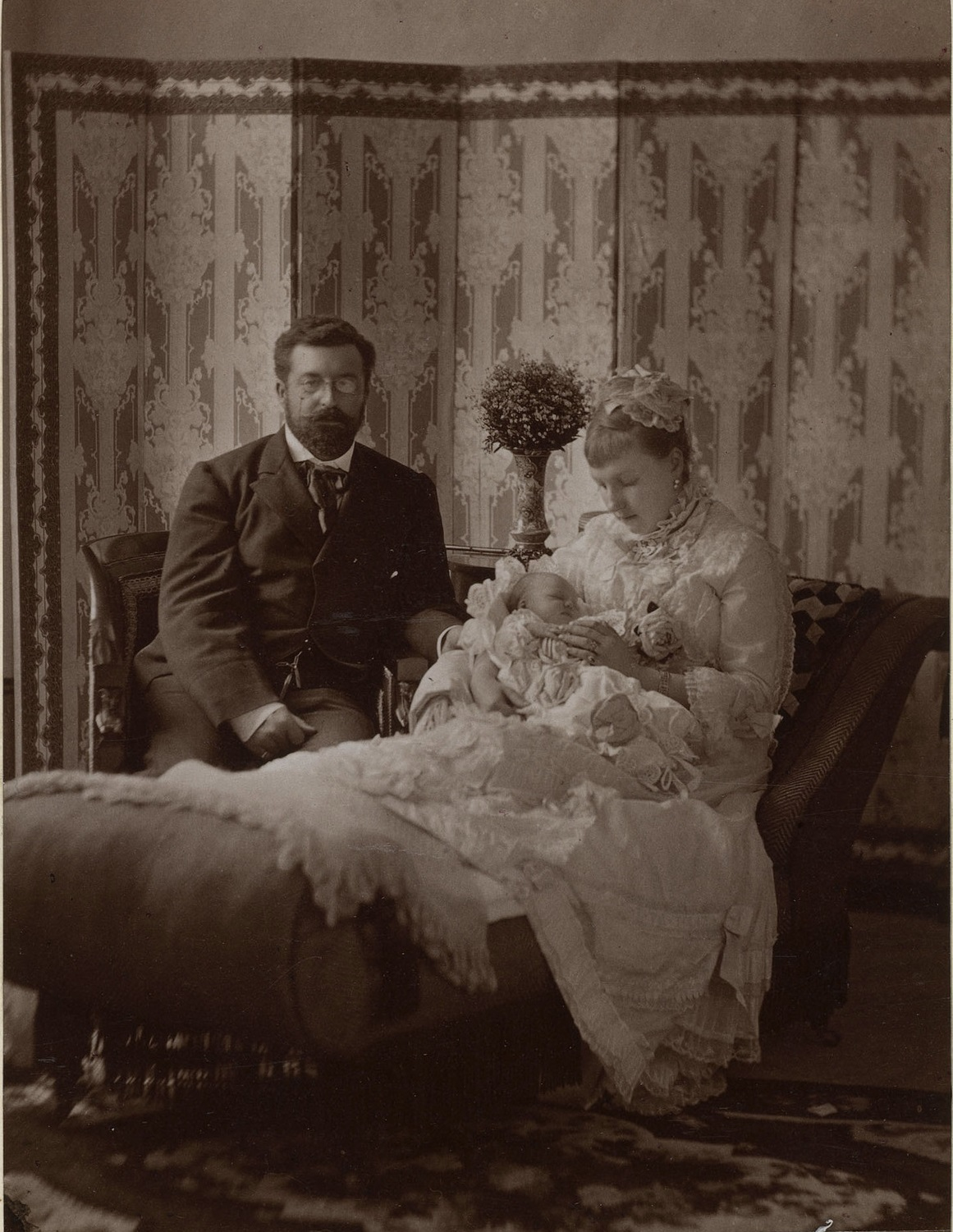
Filipe Luísa e seu primeiro filho Leopoldo.

Com o término da lua de mel, Filipe retomou a carreira militar e o casal mudou-se para Budapeste em abril de 1875. Ao longo dos anos, Luísa deu à luz dois filhos, mas ela mantinha uma grande repulsa pelo marido. Para esquecer sua tristeza, ela passou a gastar grandes somas de dinheiro e a envolver-se com outros homens.

### Chefe da Casa de Saxe-Coburgo-Koháry
Em 26 de julho de 1881, o príncipe Augusto morreu em Coburgo e Filipe tornou-se chefe do ramo católico de Koháry e único possuidor da fortuna da família, além de assumir a vaga paterna na Câmara Alta da Hungria. Sua mãe, no entanto, herdou parte das propriedades do marido e continuou a residir parte do ano no Palácio Coburgo, em Viena.
De volta à capital austríaca, Filipe e Luísa passam a ter uma movimentada vida social e recebem regularmente a sociedade austro-húngara. O prestígio do casal aumentou consideravelmente com o casamento, em 1881, da princesa Estefânia da Bélgica (irmã de Luísa) com o herdeiro do trono austro-húngaro, o arquiduque Rodolfo. Amigo íntimo do príncipe herdeiro, Filipe foi uma das três pessoas que encontraram seu corpo e o de sua amante no controverso caso de suicídio conhecido como Incidente de Mayerling, em 30 de janeiro de 1889. Bastante próximo da côrte imperial, Filipe teve reconhecido seu direito ao tratamento de "Alteza Real" e recebeu do imperador Francisco José I a Ordem do Tosão de Ouro.
Além de suas funções "mundanas", Filipe tinha um prazer especial, como muitos de seus familiares, pelas coleções e pela caça. Também era um renomado numismata e publicou diversos artigos científicos dedicados às moedas orientais. Foi patrono da Sociedade Geográfica da Hungria, em cujo periódico publicou um artigo sobre sua viagem a Honolulu.

### Escândalo e divórcio
No verão de 1889, Luísa iniciou um caso com o barão Nicolas Döry de Jobbahaza, assessor de Filipe. A relação não permaneceu em segredo por muito tempo e toda a Casa de Saxe-Coburgo foi logo informada do escândalo. A rainha Maria Henriqueta, mãe de Luísa, tentou intervir na situação para separar os dois amantes, sem sucesso. Somente no outono de 1891 Döry deixou de prestar serviços a Filipe e terminou seu relacionamento com a princesa.
Quatro anos depois, em 1895, Luísa conheceu o conde croata Geza Mattachich, com quem iniciou um caso no ano seguinte. Mais uma vez, a filha do rei da Bélgica mostra-se pouco discreta e um novo escândalo eclode em Viena. Luísa foi convocada para uma audiência no Palácio Imperial de Hofburg, onde o imperador Francisco José lhe ordenou friamente que não comparecesse mais perante à côrte. O soberano estava preocupado com a influência negativa que a princesa pudesse exercer sobre a irmã, a arquiduquesa Estefânia. Indignada, Luísa decidiu deixar a Áustria e foi visitar sua família no sul da França. Mas, assim seu marido retornou a Viena, Mattachich voltou a encontrar-se com a amante.
Na família, todos apoiam Filipe, seja em Bruxelas, Viena, Budapeste ou Sófia. No entanto, o príncipe parecia pouco preocupado com a infidelidade da esposa. Somente após pressões familiares e do próprio imperador Francisco José é que o príncipe decidiu desafiar Mattachich para um duelo. No confronto, Filipe feriu a mão e seu rival partiu da Áustria para reencontrar Luísa no Midi francês.
Se Filipe não se importava em ser enganado, os gastos de sua esposa e as dívidas feitas em seu nome o preocupavam bastante. Luísa e seu amante foram acusados de falsificar a assinatura de Filipe em diversas transações, o que obrigou o príncipe a anunciar pela imprensa que não mais pagaria as despesas feitas por ela. Além disso, ele decidiu encontrar um meio de impedir a princesa de continuar a esbanjar a fortuna da família. Convencido de que Luísa era desequilibrada e tentando evitar que fosse presa por suas dívidas, Filipe colocou-a sob custódia, enquanto Mattachich foi preso por fraude. Médicos de Viena foram pagos para declarar Luísa como louca e ela foi afastada dos filhos e recolhida a um hospital psiquiátrico em maio de 1898.
Os escândalos, porém, ainda não haviam terminado. Em 1902, Geza Mattachich conseguiu a simpatia de parlamentares socialistas austríacos, que exigiram e conseguiram sua libertação devido à natureza arbitrária de sua situação. Imediatamente após, o conde croata iniciou uma campanha pela imprensa para livrar Luísa da internação forçada, utilizando-se até da publicação de um livro para sensibilizar o público em geral. Finalmente, em 1904, Mattachich conseguiu a fuga de sua amante durante uma estadia dela em Bad Elster. O casal fixou-se em Paris, onde Luísa fez muitas declarações à imprensa. Nos jornais, Filipe era apresentado como uma espécie de tarado sexual, enquanto os Saxe-Coburgo-Koháry foram reduzidos à condição de personagens maliciosos. Com sua sanidade reconhecida pelos médicos, Luísa finalmente conseguiu o divórcio em janeiro de 1906.

### Últimos anos
Com o término da Primeira Guerra Mundial e a queda do Império Austro-Húngaro, Filipe perdeu uma parcela significativa das propriedades que herdou como chefe do ramo Koháry. Ele, então, deixou Viena e mudou-se com sua família para Coburgo, onde morreu em 1921, aos 77 anos de idade. Seu corpo foi sepultado na cripta da St. Augustinkirche, em Coburgo.
Em 1928, suas coleções foram leiloadas em Frankfurt.

### Obras
O príncipe foi autor de vários livros e artigos, alguns dos quais publicados sob o pseudônimo de Philipp von Kariudo:
- Philipp von Kariudo, Voyages et chasses à travers le monde, A. W. Künast, 1886 (ASIN B001BRYW1O)
- Philippe, Prince de Saxe Cobourg et Gotha, Curiosités orientales de mon cabinet numismatique, Bruxelles, 1891.
- Philipp von Kariudo, Monnaies grecques inédites et peu connues, C. Rollin et Feuardent, Paris, 1891.
- Philipp von Kariudo, Tagebuch-Skizzen, Verlag von E. Trewendt, Breslau, 1892.
- Philippe de Saxe-Cobourg, Numismatique Orientale : monnaie de Räum Mohammed 1626-7, in La Revue Belge de Numismatique, 1904.

## Títulos, estilos e honrarias

### Títulos e estilos
- 28 de março de 1844 — 3 de julho de 1921: "Sua Alteza Real, o Príncipe Fernando Filipe de Saxe-Coburgo-Gota, Príncipe de Koháry, Duque da Saxônia"

### Honrarias
- Ducados Ernestinos: Grã-Cruz da Ordem da Casa Saxe-Ernestine, Fevereiro de 1862[31]
- Bélgica: Grande Cordão da Ordem de Leopoldo (militar), 16 de junho de 1874 - presente de casamento[32]
- Áustria-Hungria: Cavaleiro do Velocino de Ouro, 1881[33]
- Grão-Ducado de Hesse: Grã-Cruz da Ordem Luís, 27 April 1882[34]
- Reino da Baviera: Cavaleiro da Ordem de São Huberto, 1882[35]
- Espanha: Grã-Cruz da Ordem de Carlos III, 10 Janeiro de 1884[36]
- Reino Unido:
  - Grã-Cruz honorário da Ordem do Banho (civil), 3 de agosto 1885[37]
  - Grã-Cruz honorário da Real Ordem Vitoriana, 9 de novembro 1906[38]
- Reino da Bulgária: Cavaleiro dos Santos Cirilo e Metódio[39]
- : Bailiff Grã-Cruz de Honra e Devoção[39]
- Reino de Portugal: Grã-Cruz da Ordem da Torre e Espada
- Reino da Prússia:
  - Cavaleiro da Ordem da Águia Vermelha, 1° classe, 22 de março de 1883[40]
  - Cavaleiro da Ordem da Águia Negra[39]
- Reino da Saxônia: Cavaleiro da Ordem da Coroa de Ruda, 1891[41]
- Império do Brasil: Grã-Cruz da Imperial Ordem do Cruzeiro do Sul, 1868[42]

## Descendência
| Imagem | Nome     | Nascimento | Morte | Notas |
| ------ | -------- | ---------- | ----- | --- |
|        | Leopoldo | 1878       | 1916  | Não se casou. Morreu em decorrência de ferimentos provocados pelo ácido atirado em seu rosto por uma prostituta. |
|        | Doroteia | 1881       | 1967  | Casada com o duque Ernesto Gunther de Schleswig-Holstein, sem descendência. Posteriormente, o casal adotou os pequenos príncipes Maria Luísa e João Jorge de Schleswig-Holstein, filhos do príncipe Alberto de Schleswig-Holstein e da condessa Ortrud de Ysenburg und Büdingen. |

## Nota
- Este artigo foi inicialmente traduzido, total ou parcialmente, do artigo da Wikipédia em francês cujo título é «Philippe de Saxe-Cobourg-Kohary», especificamente desta versão.